# Bernard Vifian
Bernard Vifian (* 16. Dezember 1944 in Hermance; † 18. Juni 2012 in La Rivière-Enverse) war ein Schweizer Radrennfahrer.
Bernard Vifian war als Radsportler in den 1960er-Jahren auf Strasse, Bahn und im Querfeldein-Rennen aktiv. Auf der Bahn wurde er 1964 Schweizer Vizemeister in der Einerverfolgung, 1966 und 1967 Meister. 1969 wurde er auch Schweizer Meister im Strassenrennen. 1965 wurde er Unabhängiger, 1967 Berufsfahrer.
Fünfmal startete er bei der Tour de Suisse, sein bestes Ergebnis war ein dritter Platz im Jahre 1969.